# Вилијам Гибсон
Вилијам Форд Гибсон (енгл. William Gibson; Конвеј, 17. март 1948) је писац научне фантастике рођен у Конвеју (Јужна Каролина, САД) 17. марта 1948. године. Сматра се „оцем“ киберпанка (енгл. cyberpunk), поджанра научне фантастике који је доживео процват током осамдесетих година 20. века. Такође се сматра да је створио појам киберспејс или киберспејс или киберпростор (енгл. cyberspace), који је касније, заједно са његовим хит романом Неуромансер, послужио као инспирација за многе научнофантастичне филмове. Гибсон од 1972. године живи у Ванкуверу са женом и двоје деце.

## Биографија
Гибсон је провео детињство као једини син грађевинског предузимача радова који је био задужен за изградњу Оук Риџа, фабрике која је произвела прву атомску бомбу. После мистериозне смрти оца живео је с мајком, да би са 19 година напустио САД и отишао у Канаду како би избегао регрутацију за предстојећи рат у Вијетнаму. Почео је да пише научну фантастику још за време студија на Универзитету Британске Колумбије где је дипломирао енглеску књижевност.
Његове прве кратке приче биле су уско везане за кибернетику и међуоднос човека и машине. Приче су углавном објављиване по америчким научнофантастичним часописима, да би касније биле обједињене у збирци „Како смо попалили Хрому“ (Burning Chrome). Култне приче Џони Мнемоник (по којој је снимљен и истоимени филм, са Кијануом Ривсом у главној улози), „Хотел Нова ружа“ (New Rose Hotel) и „Како смо попалили Хрому“ су прави примери Гибсоновог виђења будућности.
Утицај првобитног Гибсоновог стваралаштва се добрим делом одразио на његов први роман, Неуромансер (1984). У свом првенцу Гибсон је објединио мотиве које је користио у дотадашњим причама - матрица из приче „Како смо попалили Хрому“, Моли Милионс која је једна од главих актера у Џони Мнемонику, итд. Неуромансер је померио већ успостављене границе дотадашње научне фантастике јер је у потпуности одступио од општег шаблона у који се уклапала већина литерарних радова тог доба. У Неуромансеру нема славне будућности човечанства, путовања кроз свемир надсветлосним брзинама нити блиског сусрета са ванземаљским расама. Гибсонова визија будућности је мрачна дистопија у којој праву власт имају међунационалне корпорације, а границе - како географске, тако и културолошке - се полако губе. Неуромансер је први роман који је добио све три велике награде за научну фантастику - Небјула, Хјуго и почасну Награду Филип К. Дик.
Неуромансер, заједно са следеће две Гибсонове књиге, Гроф Нула (1986) и Монализин натпогон (1988), сачињава такозвану трилогију о ширењу (енгл. sprawl trilogy, мисли се на ширење градова). Следеће три књиге сачињавају тзв. трилогију о мосту (енгл. bridge trilogy): Виртуелна светлост (Virtual Light, 1993), Идору (Idoru, 1996) и Све забаве сутрашњице (All Tomorrow's Parties, 1999). У паузи између ове две трилогије, Гибсон је написао роман The Difference Engine (1990) у тандему са Брусом Стерлингом.
Последњи издат Гибсонов роман је Препознавање образаца (2003). У њему се писац мало удаљио од мрачне будућности и вратио нас у садашњост, прожету маркетингом, глобалним умрежавањем и пратећим феноменима.
Његов следећи роман носи наслов Spook Country и планирано је да се појави у продаји у 7. августа 2007. године. Гибсон је завршио писање овог романа још у октобру 2006.